# Witerico
Witerico o Viterico (¿570? – abril de 610) fue rey de los visigodos (603–610).

## Vida
Su nombre también puede encontrarse escrito con tilde, Witérico.
El obispo arriano de Mérida, Sunna, y los nobles godos Segga y Vagrila (probablemente condes) proyectaron asesinar al obispo local católico, Masona, y al dux de Lusitania, Claudio, y alzar a toda la provincia, seguramente proclamando rey a Segga. No sabemos el desarrollo de la conspiración, pero parece ser que algunos nobles godos —que habían accedido a volver al arrianismo— recuperaron su antigua fe y que muchos ciudadanos hispanorromanos (supuestamente católicos) se les unieron. Al fracasar el intento de asesinar a Masona, uno de los conjurados, el futuro rey Witerico, seguramente conde, reveló los detalles de la conjura. Claudio sofocó fácilmente el intento. A Segga se le cortaron las manos (castigo que parece haber estado reservado a los usurpadores), se le confiscaron las propiedades y fue desterrado a Galicia. Vagrila se refugió en la hoy Basílica de Santa Eulalia (Mérida), y el rey ordenó confiscarle las propiedades y entregarlas a dicha Iglesia, pero el obispo Masona le perdonó y se las devolvió. A Sunna se le ofreció otro obispado si se convertía al catolicismo (el obispado arriano de Mérida debió quedar suprimido y el católico ya estaba cubierto, en todo caso el obispado ofrecido no sería metropolitano). Sunna se negó y fue desterrado, marchando a Mauritania, donde propagó el arrianismo hasta su muerte violenta, cuya fecha se desconoce (se supone que alrededor de 600).
Witerico sucedió en el trono a Liuva II, a quien derrocó y luego hizo ejecutar. Tradicionalmente se ha creído que Witerico favoreció el arrianismo. No existen pruebas de ello, aunque es probable que el nuevo rey, aun siendo formalmente católico, conservara sus antiguas creencias. En todo caso, políticamente no era conveniente volver a la situación anterior a 589.
Es muy escasa la información que se posee de su reinado, pero se sabe que estuvo enfrentado a una parte de la nobleza y del clero (no obstante se sabe que contaba con el apoyo de algunos obispos, conociéndose el caso del obispo Elergius de Egara, hoy Tarrasa).
Conocemos el caso de un conde de la provincia narbonense llamado Búlgar, que al parecer fue torturado, encarcelado y después desterrado. El propio Búlgar explica que fue ayudado por dos obispos, Agapius y Sergius, que después del reinado de Witerico ocuparon sedes metropolitanas (Sergius fue arzobispo de Narbona). También se sabe que el obispo de Toledo, Aurasius, tuvo dificultades, pero no es seguro que fueran motivadas por un enfrentamiento con el rey, pues podía tratarse de un problema religioso interno.
No obstante, sabemos que todos los citados conservaron la vida y los cargos, pues incluso Búlgar fue repuesto como conde antes de la muerte de Witerico (según él mismo explica en una de sus cartas, a causa de una visión que había tenido el rey) y participó más tarde en las negociaciones diplomáticas que buscaban una alianza de los visigodos con los reyes merovingios.
Witerico luchó contra los bizantinos. Uno de sus generales ocupó Sagontia o Gisgonza sin que se sepa en qué año, aunque debió ser alrededor de 605. Probablemente en la misma época fue ocupada Bigastrum (no muy lejos de Cartago Nova), cuyo obispo ya aparece en las actas del Concilio toledano del año 610.
En 607 Teodorico de Borgoña solicitó la mano de la hija de Witerico, llamada Ermenberga (tal vez arriana), a la que juró que nunca privaría de su condición de reina.
La princesa llegó a Chalon-sur-Saône, pero la reina abuela, Brunegilda, y su nieta Teudila o Teudilana (hermana de Teodorico) instigaron al rey borgoñón contra Ermenberga. Finalmente el matrimonio no llegó a celebrarse, siendo reexpedida a Toledo sin su dote.
Witerico, ofendido, entró en una cuádruple alianza con Teodeberto y Clotario (de Austrasia y Neustria) y con Agilulfo, rey de los lombardos, dirigida contra Brunegilda y su nieto Teodorico de Borgoña, en cuyas negociaciones posteriores (ya en tiempos de Gundemaro, sucesor de Witerico) participó el conde Búlgar antes mencionado.
La alianza, no obstante, no tuvo éxito, si bien de las cartas de Búlgar se desprende que hubo una serie de combates que tuvieron como teatro la zona de la Narbonense, pero no conocemos ni la zona de operaciones, ni su duración, ni su resultado.
Como Isidoro de Sevilla no hace ninguna mención a estos sucesos, puede deducirse de ello que las luchas fueron más bien escaramuzas fronterizas menores y que los visigodos no obtuvieron ningún éxito. Se sabe por la misma correspondencia, que la Narbonense era teatro de muchas calamidades, pero no se indica cuáles eran ni si afectaban a otras provincias o territorios.
Una conjura de nobles, probablemente de una facción rival, y próximos del clero católico, asesinó a Witerico durante un banquete, en abril de 610. Su cadáver fue arrastrado por las calles de Toledo y trasladado hasta Espirdo en Segovia para ser sepultado con sus pertenencias. Los nobles conjurados aclamaron como rey a uno de ellos, llamado Gundemaro, probablemente dux de la Narbonense. Tras la muerte de Witerico, Isidoro de Sevilla escribió: «Había matado con la espada, murió con la espada».